# Флейшер, Карл Густав
Карл Густав Флейшер (норв. Carl Gustav Fleischer; 28 декабря 1883, Нур-Трёнделаг — 19 декабря 1942, Торонто, Канада) — норвежский военачальник, глава Верховного командования вооружённых сил Норвегии в период Второй мировой войны (с 1940), генерал-майор.

## Биография

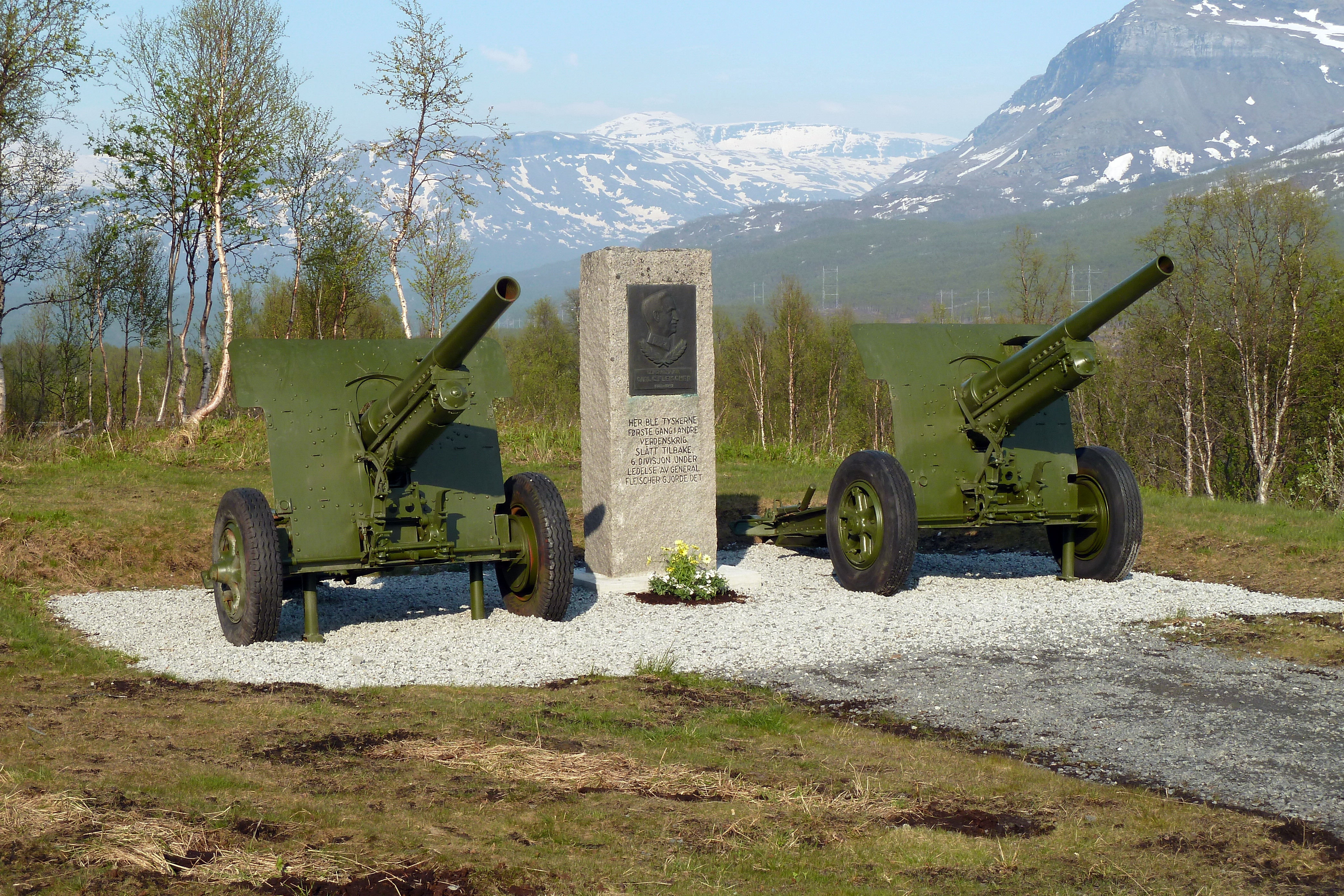
Памятный знак генералу К. Г. Флейшеру и его 6-му пехотному дивизиону в Тромсе

Карл Густав Флейшер - сын приходского пастора, потомок Тобиаса Флейшера (1630–1690), переселившегося в Норвегию из Эльбинга в Восточной Пруссии. Мать Карла Густава - Йоханна Софи Фергстад (Fergstad, 1850-1926) - была дочерью парламентария Сиверта Андреаса Фергстада (1813-1885). Пастор Флейшер утонул, когда сын был ещё ребёнком. Карл Густав и его мать переехали в Трондхейм. 
В 1905 году Карл Густав с отличием окончил военную школу, спустя два года — Высшую военную школу.
В 1917 г. стал капитаном. В 1919—1923 гг. — офицер штаба норвежской 6-й пехотной дивизии, позже - командир 14-го пехотного полка. В 1926—1929 годах командовал 4-м батальоном Королевской гвардии Норвегии. В 1930 году он был повышен до звания майора, а в 1934 году стал полковником.
До 1933 года Флейшер служил в Генеральном штабе Норвегии. За годы службы он зарекомендовал себя не только как талантливый офицер, но и как один из выдающихся знатоков военной истории и новейшего военного дела.
С 1928 по 1934 гг. одновременно преподавал при Генеральном штабе, в 1933—1934 годах был редактором военного журнала «Norsk Militært Tidsskrift». В 1939 году ему было присвоено звание генерал-майора, и он принял командование 6-й пехотным дивизионом.
Зарекомендовал себя решительным и непоколебимым в принятии решений офицером. Во время своей службы в Генеральном штабе Флейшер предупреждал о возможности внезапного нападения Германии на центральное побережье Норвегии. Он также заявлял, что лучший способ противостоять такому нападению — укрепление обороны прибрежных районов, в то время, как основные силы Норвегии были сосредоточены в задних областях внутренней части страны.
После немецкого вторжения в Норвегию Флейшер стал главнокомандующим вооружёнными силами Северной Норвегии. При содействии местных властей быстро провёл полную мобилизацию.
Стал героем Второй мировой войны, под руководством которого норвежские войска и их союзники одержали первую победу над немецкими захватчиками на суше.
Один из главных военачальников в битве за Нарвик, в ходе которой норвежским войскам при поддержке английских и польских союзников после 40-дневного наступления удалось освободить город от немецких захватчиков. Это произошло 28 мая 1940 года.
Однако, уже спустя две недели, после оккупации Германией стран Бенилюкса, союзнические войска были выведены из Северной Норвегии, а норвежское правительство приняло решение о капитуляции. Это стало тяжёлым ударом для Флейшера, чьим намерением было продолжение боевых действий против немецких войск на территории Норвегии. Ему был отдан приказ отправиться в Англию вместе с королём Хоконом VII и членами правительства.
19 июня 1940 года в Лондоне Флейшер стал главой Верховного командования вооружённых сил Норвегии (Hærens overkommando). Тогда же он был назначен военным советником правительства. Главной своей задачей Флейшер видел формирование вооружённых сил с целью ведения боевых действий в Норвегии, в то время как у правительства были другие планы. Весной 1942 года он претендовал на должность главнокомандующего, но вместо этого был назначен военным атташе в Канаде. Флейшер воспринял это как разжалование, ведь на должность атташе назначались майоры, либо полковники.
В декабре 1940 года, во время торжественного смотра Отдельной бригады подгальских стрелков генерал Владислав Сикорский наградил Флейшера польским орденом Virtuti Militari.
Флейшер всегда неохотно шёл на компромиссы и, хотя придавал важное значение сотрудничеству с британцами, подчёркивал, что военные операции должны проходить под совместным командованием как английских, так и норвежских офицеров.
В Канаде он узнал, что норвежские войска, которыми ему предстояло там командовать, состояли из небольшого числа слушателей школы военных лётчиков Little Norway в Торонто.
1 декабря 1942 г. Флейшер был назначен военным атташе в США. 

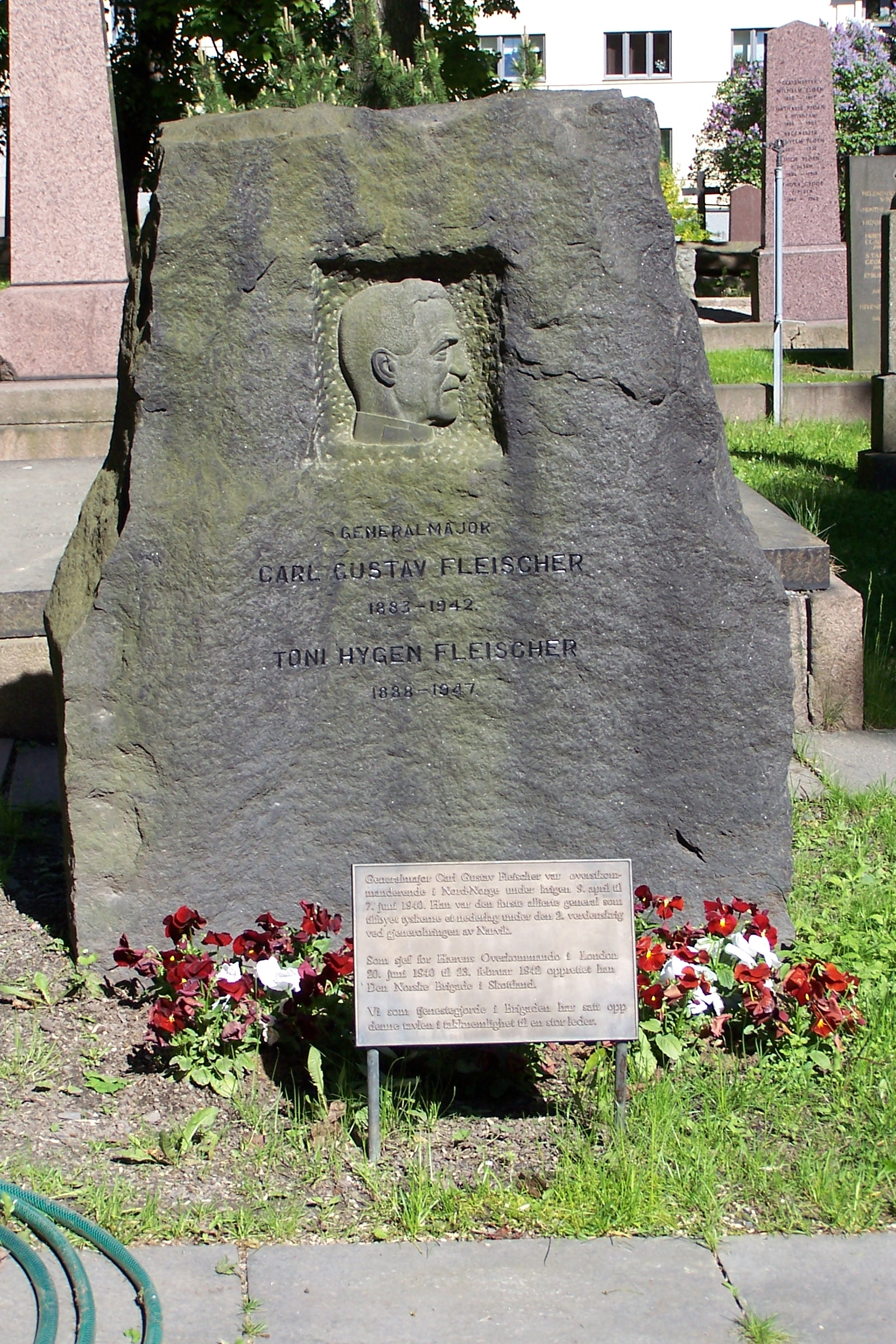
Памятник на могиле генерала К. Г. Флейшера

Между тем, попытка создать армейские части из числа эмигрировавших в Северную Америку норвежцев провалилась. Это стало для генерала последним ударом, и 19 декабря 1942 года он покончил с собой, выстрелив из пистолета в сердце.
Накануне, 18 декабря, он был награждён высшей военной наградой Норвегии — Военным крестом (Krigskorset med sverd). Он также был удостоен французского Военного креста и британского ордена Бани.
После окончания войны в 1945 урна с прахом Флейшера была перевезена на родину и захоронена на Спасском кладбище Осло, проводить его в последний путь сочла нужным королевская семья. Король Хокон VII присутствовал на открытии памятника генералу в Харстаде в 1950 году. Его именем также названы улицы в Харстаде, Будё и других городах Норвегии.